# Musnai Mihály
Musnai Mihály (?, 1658. – Kézdivásárhely ?, 1704 ?) református esperes.

## Élete
Erdélyi székely származású. Tanulmányait Nagyenyeden végezte, majd 1684. augusztus 11-én beiratkozott a leideni, 1685. augusztus 20-án pedig a franekeri egyetemre. Később visszament Leidenbe, ahonnan végül 1686 őszét követően tért vissza hazájában. Nagyenyeden megválasztották lelkésznek. 1696-ban Kézdivásárhelyre került, ahol később a kézdi egyházmegye esperesének választották. 

## Munkái
- Dissertatio XVII. Continens Paraphrasin Epistolae Pauli ad Romanos, Qvam, Deo Auxiliante Sub Praesidio… Christophori Wittichii… Publicae ventillationi submittit… Die 13. Dec… Lugduni Batav., M. DC. LXXXIV.
- Disputatio Theologica De Serpente AEneo. Qvam, … Sub Praesidio… Stephani Le Moyne… Publice ventillandam proponit… Die 11. Julii. Lugduni Batav., M. DC. LXXXV.
- Dissertatio Theologica De Septem Spiritibus Impuris. Qvam… Sub Praesidio… Stephani Le Moyne… Publice ventillandam proponit… Auctor & Defendens. Die 19. Octobris… Lugduni Batav., M. DC. LXXXVI.